# Cursed (serie televisiva 2020)
Cursed è una serie televisiva fantasy-drammatica statunitense uscita su Netflix dal 17 luglio 2020, basata sull'omonimo romanzo illustrato di Frank Miller e Tom Wheeler. La serie è ambientata nel Regno Unito. Dopo una prima stagione di 10 episodi la serie non è stata rinnovata da Netflix.

## Premessa
Scrivendo per Deadline, Nellie Andreeva descrive Cursed come «una rivisitazione della leggenda arturiana, raccontata attraverso gli occhi di Nimue, una giovane eroina con un dono misterioso destinata a diventare la potente (e tragica) Signora del Lago. Dopo la morte di sua madre, trova un partner inaspettato in Artù, un giovane mercenario, nel tentativo di trovare Merlino e consegnare un'antica spada. Nel corso del suo viaggio, Nimue diventerà un simbolo di coraggio e ribellione contro i terrificanti Paladini Rossi e il loro complice Re Uther». Sempre nel medesimo articolo, Andreeva definisce la serie «una storia di formazione i cui temi sono propri della nostra epoca: la distruzione della natura, il terrorismo religioso, le guerre insensate e il coraggio di andare oltre l'impossibile».

## Episodi
| Stagione       | Episodi | Pubblicazione USA | Pubblicazione Italia |
| -------------- | ------- | ----------------- | -------------------- |
| Prima stagione | 10      | 2020              | 2020                 |

## Personaggi e interpreti
- Nimue/Strega Sangue di Lupo (stagione 1), interpretata da Katherine Langford, doppiata da Emanuela Ionica.
- Artù (stagione 1), interpretato da Devon Terrell, doppiato da Flavio Aquilone.
- Merlino (stagione 1), interpretato da Gustaf Skarsgård, doppiato da Alessandro Quarta.
- Monaco Piangente/Lancillotto (stagione 1), interpretato da Daniel Sharman.
- Uther Pendragon (stagione 1), interpretato da Sebastian Armesto, doppiato da Fabrizio De Flaviis.
- Pym (stagione 1), interpretata da Lily Newmark, doppiata da Lucrezia Marricchi.
- Morgana (stagione 1), interpretata da Shalom Brune-Franklin, doppiata da Erica Necci.
- Cavaliere Verde/Gawain (stagione 1), interpretato da Matt Stokoe, doppiato da Maurizio Merluzzo.
- Lancia Rossa (stagione 1), interpretata da Bella Dayne.
- Padre Carden (stagione 1), interpretato da Peter Mullan, doppiato da Gianni Giuliano.

## Produzione

### Sviluppo
Il 28 marzo 2018, è stato annunciato che Netflix aveva dato alla produzione l'ordine per una prima stagione composta da dieci episodi. Lo spettacolo è basato sul romanzo omonimo di Frank Miller (illustrazioni) e Tom Wheeler (testi), pubblicato da Simon & Schuster nel 2019. Oltre a creare l'adattamento televisivo, Miller e Wheeler avrebbero dovuto anche produrre la serie esecutiva. Il 12 settembre 2018, è stato annunciato che Zetna Fuentes avrebbe diretto e sarebbe stata produttore esecutivo dei primi due episodi della serie.

### Cast
A settembre 2018, Katherine Langford è stata scelta per interpretare il ruolo principale della serie. Nel marzo 2019, è stato annunciato che Devon Terrell, Gustaf Skarsgård, Daniel Sharman, Sebastian Armesto, Lily Newmark, Shalom Brune-Franklin e Peter Mullan si erano uniti al cast principale, mentre Emily Coates e Billy Jenkins si erano uniti come personaggi ricorrenti.

### Riprese
A gennaio 2019, è iniziata la costruzione del set sui terreni in disuso dell'esercito a Deepcut, in Inghilterra. Le riprese hanno subito una pausa a marzo 2019, per poi riprendere e ultimare le ultime scene a settembre 2019.

## Accoglienza

### Critica
Sul sito web aggregatore di recensioni Rotten Tomatoes, la serie ha ottenuto un punteggio medio di 6,18/10 e una percentuale di approvazione del 67%, basata su 52 recensioni.
Mentre sul sito Metacritic, che usa una media ponderata, ha assegnato alla serie un punteggio medio di 58 su 100, basandosi su 12 critici, indicandone che le "recensioni sono generalmente favorevoli".